# Аметов, Александр Сергеевич
Александр Сергеевич Аметов (род. 2 сентября 1941, Сталинград) — советский и российский эндокринолог. Доктор медицинских наук, профессор, заведующий кафедрой эндокринологии ГБОУ ДПО РМАНПО (Российская медицинская академия непрерывного профессионального образования) Минздрава России.
Специалист в области фундаментальной и прикладной эндокринологии и диабетологии. Автор более 760 печатных работ, из них 59 — в зарубежной печати. Индекс Хирша — 23. Член Президиума Всероссийского общества эндокринологов, Председатель комитета по образованию Российской Ассоциации эндокринологов, Член Совета экспертов Аналитического центра при Правительстве Российской Федерации
Президент МОО «Международная программа Диабет», Европейской Ассоциации по изучению диабета (EASD), Всемирной Федерации Диабета (IDF), Американской Диабетической Ассоциации 9ADA, Американской Ассоциации клинических эндокринологов. Председатель Диссертационного Совета Д.208.071.05. по специальностям 14.01.02 — эндокринология, 14.01.13 — лучевая диагностика, лучевая терапия, 14.01.27 — хирургия.
Главный редактор международных журналов «Эндокринология: новости, мнения, обучение», «Диабет. Образ жизни» и «Диабетография», член редколлегий и редсоветов журналов «Остеопороз и остеопатия», «Consilium Medicum», «Сахарный диабет», «Русский медицинский журнал», «Ожирение и метаболический синдром».

## Биография
Александр Сергеевич родился в Сталинграде в семье военнослужащих в начале Великой Отечественной войны. Отец, Сергей Александрович Аметов, в 1943 г. погиб на фронте. Мама, Софья Осиповна, полковник медицинской службы, вместе с сыном всю войну прослужила с различных госпиталях. Окончил среднюю школу в Каунасе в 1959 г. и поступил на лечебный факультет Каунасского медицинского института. После окончания института в 1965 г. был призван на военную службу — сначала рядовым стрелком, затем гвардии младшим сержантом. После окончания службы Александру Аметову было присвоено звание младшего лейтенанта.
В 1970 г. поступил в аспирантуру на кафедру эндокринологии Центрального института усовершенствования врачей, которую успешно закончил, защитив в 1972 г. кандидатскую диссертацию на тему: «Гормон роста и тиреоидные гормоны при акромегалии». После защиты диссертации работал на кафедре сначала младшим, затем старшим научным сотрудником. В 1980 г. защитил докторскую диссертацию «Клиническое значение радиоизотопных методов исследования в диагностике заболеваний системы гипоталамус — гипофиз — кора надпочечников», а в 1983 г. ему присвоено звание профессора. В 1983—1988 гг. работал в должности профессора на кафедре медицинской радиологии. В 1988 г. был избран заведующим кафедрой эндокринологии и диабетологии, которую возглавляет по сей день.
С 1991 г. по 2004 г. возглавляемая им кафедра официально являлась одним из двух в России Центров по обучению и информатике в области диабета Всемирной Организации Здравоохранения. В том же 1991 г. при поддержке фонда «Культурная инициатива» стартовал уникальный образовательный проект — "Международная программа «Диабет». В рамках проекта в начале 90-х годов XX века на территории бывшего СССР были созданы первые школы для больных сахарным диабетом: в Грузии, Казахстане, Украине, Кыргызстане, республиках Закавказья и Прибалтики, в России — во Владивостоке, Хабаровске, Красноярске, Новосибирске, Омске, Барнауле, Архангельске, Калининграде и других. Обучение в них бесплатно прошли тысячи человек.
С 1991 г. и по сей день издается единственный в России и СНГ монотематический информационно-образовательный профессиональный медицинский журнал «Диабет. Образ жизни», предназначенный для пациентов с сахарным диабетом, их родственников, врачей-специалистов и населения в целом.

## Научные достижения
- Разработка комплексной программы и алгоритмов диагностики заболеваний системы гипоталамус-гипофиз-кора надпочечников.
- Разработка, создание и внедрение в производство 23 диагностических наборов для медицинского микроанализа белковых, стероидных и тиреоидных гормонов.
- Обоснование и разработка положения о новой специальности — диабетология.
- Соавтор 14 изобретений, на которые получены 5 иностранных патентов, включая создание таблетированных форм инсулина (совместно с Академиком Н. А. Платэ).

Воспитал плеяду эндокринологов: под руководством А. С. Аметова защищено 129 диссертационных работ — 118 кандидатских и 11 докторских диссертаций.

## Награды
- Государственная премия Белорусской ССР (1988) за создание 23 наборов для медицинского микроанализа гормонов
- Медаль «В память 850-летия Москвы»
- Почётное звание «Заслуженный деятель науки Российской Федерации»[8].